# Peter Brand (Schauspieler)
Peter Brand (* vor 1930) ist ein österreichischer Schauspieler.

## Leben
Brand absolvierte seine Schauspielausbildung bei Alfred Neugebauer am Max-Reinhardt-Seminar und war nach dem Zweiten Weltkrieg in Wien als Theaterschauspieler tätig. 1948 trat er bei einer Studentenaufführung des Max-Reinhardt-Seminars im Schönbrunner Schlosstheater als Zechbruder Schmeichelfeld in Ferdinand Raimunds Zaubermärchen Der Bauer als Millionär an der Seite von Peter Alexander (in der Rolle des „schwäbelnden“ Ajaxerle) auf. Im Juni 1949 spielte er in einer Aufführung des Max-Reinhardt-Seminars im Schönbrunner Schlosstheater neben Annemarie Düringer die männliche Hauptrolle des „neurasthenischen“ Schriftstellers Tom in der österreichischen Erstaufführung der Tragikomödie Arme kleine Tiere von Philip Barry.
1950 trat er im Theater „Die Insel“ in Wien auf. Im April 1950 trat er dort in dem Schauspiel Flucht in die Heimat von Rudolf Henz auf. Im Mai 1950 wirkte er dort unter der Regie von Rudolf Wessely in dem Märchenstück Der kleine Muck mit. In der Spielzeit 1950/51 gastierte er mit dem Ensemble des Theaters „Die Insel“ am Stadttheater Baden. In der Spielzeit 1950/51 war er am Theater „Die Insel“ auch als Müllersohn in dem Märchenstück Tischlein deck dich von Robert Bürkner zu sehen.
Nachgewiesen sind auch Auftritte in den 1950er und 1960er Jahren in Lustspielen und Boulevardkomödien, unter anderem am „Kleinen Theater im Konzerthaus“. Im Februar 1952 wirkte er am „Kleinen Theater im Konzerthaus“ als Major „im Zwiespalt seiner Jugend und der ihm auferlegten Verantwortung“ neben Alexander Kerszt [sic!] und Kurt Jaggberg in der europäischen Erstaufführung des Theaterstücks Er ging an meiner Seite (Home of the Brave) von Arthur Laurents mit. 1952 trat er am „Kleinen Theater in der Scala“ in der Komödie Weekend in New York von Clifford Odets auf.
Ab 1952 trat er regelmäßig am Volkstheater Wien auf. In der Spielzeit 1952/53 war er am Volkstheater Wien in dem Schauspiel Der weiße Heiland von Gerhart Hauptmann und in dem Schauspiel Die Journalisten von Gustav Freytag zu sehen. Am Volkstheater Wien war er in den nächsten Spielzeiten, meist in kleineren Rollen, u. a. in Stücken von William Shakespeare, Ferenc Molnár, Ödön von Horvath, Somerset Maugham und Ulrich Becher zu sehen. Im Juni 1954 spielte er im „Kaleidoskop“, dem Kellertheater der Wiener Secession, in dem Schauspiel Invasion von Arthur Adamov. Brand war ab der Spielzeit 1954/55 bis zum Ende der Spielzeit 1957/58 als Gast („Externist“) am  Volkstheater Wien verpflichtet, teilweise auch nur für eine Teilspielzeit. In der Spielzeit 1954/55 gehörte er zur Besetzung der Neuinszenierung von Gerhart Hauptmanns Schauspiel Rose Bernd mit Martha Wallner in der Titelrolle. In der Spielzeit 1955/56 wirkte er am Wiener Volkstheater in der Österreichischen Erstaufführung des Theaterstücks Camino Real von Tennessee Williams mit.
Am „Theater am Parkring“ spielte er in der Spielzeit 1955/56 in der Uraufführung der französischen Boulevardkomödie Die sechste Dimension von Jean Giltène. 1957 gehörte er am „Theater am Parkring“ zur Uraufführungsbesetzung von Adolf Opels Theaterstück Heuchler und Heilige (Regie: Peter Weihs). In den Spielzeiten 1965/66 und 1966/67 hatte er ein Engagement an der Kleinen Komödie in München.
Brand spielte seit den 1950er Jahren zahlreiche, häufig auch kleinere Rollen in deutschen und österreichischen Kinofilmen. Auch war er in Österreich und Deutschland in vielen Fernsehproduktionen zu sehen.
Als seinen ersten Filmauftritt führt die Filmdatenbank IMDb die amerikanisch-österreichische Kino-Produktion No Time for Flowers aus dem Jahr 1952, eine hinter dem Eisernen Vorhang in der Tschechoslowakei spielende romantische Liebeskomödie, in der Brand unter der Regie von Don Siegel einen Soldaten spielte. Es folgten in den 1950er Jahren Auftritte in mehreren weiteren Kinofilmen, oft in Heimatfilmen, Filmkomödien und Lustspielen mit oberbayerischem oder österreichischem Hintergrund. Brand wurde dabei häufig in komischen Rollen eingesetzt.
In dem westdeutschen Märchenfilm Die Bremer Stadtmusikanten (1959) spielte Peter Brand als Räuberhauptmann eine der Hauptrollen.
Ab den 1960er Jahren arbeitete Brand hauptsächlich für das Fernsehen. Er wirkte insbesondere in zahlreichen Produktionen des Bayerischen Rundfunks mit. In der Verfilmung des Theaterstücks Don Juan oder Die Liebe zur Geometrie (1965) hatte er unter der Regie von Michael Kehlmann eine kleine Rolle als einer der drei Vettern. In der deutsch-österreichischen Hotel-Serie Luftsprünge (1969/70) übernahm er als Wastl eine durchgehende Serienrolle. Beim Fernsehpublikum wurde Peter Brand insbesondere durch die ZDF-Serie Königlich Bayerisches Amtsgericht bekannt, in der er an der Seite von Hans Baur den Staatsanwalt verkörperte.
Beim Bayerischen Rundfunk arbeitete Brand gelegentlich auch als Hörspielsprecher, so 1976 in dem Kriminalhörspiel Fast der perfekte Mord von Ernst Hagen (1906–1984).

## Filmografie (Auswahl)
- 1952: Nicht die Zeit für Blumen (No Time for Flowers)
- 1953: Der Bauernrebell (Das letzte Aufgebot)
- 1955: Reich mir die Hand, mein Leben
- 1956: Lügen haben hübsche Beine
- 1956: Wenn Poldi ins Manöver zieht (Manöverzwilling)
- 1956: Kaiserjäger
- 1957: Wien, du Stadt meiner Träume
- 1959: Land, das meine Sprache spricht (Fernsehfilm)
- 1959: Die Bremer Stadtmusikanten
- 1959: Der Schatz vom Toplitzsee
- 1960: Schatten der Helden (Fernsehfilm)
- 1961: Der jüngste Tag (Fernsehfilm)
- 1961: Schweyk im Zweiten Weltkrieg (Fernsehfilm)
- 1962: Einen Jux will er sich machen (Fernsehfilm)
- 1962: Alarm für Dora X (Fernsehserie, 4 Folgen)
- 1962: Die Höhlenkinder: Die Soldaten (Fernsehserie, eine Folge)
- 1963: Interpol: Der Trick mit dem Schlüssel (Fernsehserie, eine Folge)
- 1964: Tote ohne Begräbnis (Fernsehfilm)
- 1964: Das Kriminalgericht: Der Fall Nebe – II. Teil: Widerstand, Flucht und Ende (Fernsehserie, eine Folge)
- 1965: Don Juan oder Die Liebe zur Geometrie (Fernsehspiel)
- 1966: Gewagtes Spiel: Der Doppelgänger (Fernsehserie, eine Folge)
- 1966: Geheimagent Tegtmeier: Eine entwaffnende Affäre (Fernsehserie, eine Folge)
- 1966: Guten Abend, Mrs. Sunshine (Fernsehfilm)
- 1967: Von null Uhr eins bis Mitternacht: Der Blumengruß (Fernsehserie, eine Folge)
- 1969: Ende eines Leichtgewichts
- 1969–1970: Luftsprünge (Fernsehserie, 5 Folgen)
- 1969–1972: Königlich Bayerisches Amtsgericht (41 Folgen, Staatsanwalt)
- 1970: Wie eine Träne im Ozean (Fernsehfilm)
- 1974: Tatort – 3:0 für Veigl (Fernsehreihe)
- 1974: Telerop 2009: Die tödlichen Stunden (Fernsehserie, eine Folge)
- 1975: Der Wohltäter (Fernsehfilm)
- 1976: Das feuerrote Spielmobil: Rumpelstilzchen (Fernsehserie, eine Folge)